# Ricardo Alves Pereira
Ricardo Alves Pereira (Sinop (Brazilië), 8 augustus 1988) - alias Ricardinho - is een Braziliaans voetballer die bij voorkeur als aanvaller speelt. Hij verruilde in februari 2014 Clube Atlético Paranaense voor América FC.

## Clubcarrière
Ricardinho maakte zijn professionele debuut met Clube Atlético Paranaense in een 4-2 thuiswedstrijd tegen São Paulo FC op 20 augustus 2005 in Campeonato Brasileiro. Op 24 juni 2007 maakte FC Dallas bekend dat Ricardinho een huurcontract had getekend voor anderhalf jaar. Hij maakte zijn debuut voor Dallas tegen de Mexicaanse club UANL Tigres op 7 juli.

## Internationale carrière
Ricardinho speelde voor het Braziliaans voetbalelftal onder de 16, 17, 18 en 20.